# 薛鸣球
薛鸣球（1930年10月18日—2013年11月12日），江苏宜兴人，光学专家，中国工程院院士。
1995年，获选中国工程院信息与电子工程学部院士。